# Schilbeidae
Schilbeidae là một họ cá da trơn có nguồn gốc từ Châu Phi và Nam Á. Chúng có xu hướng bơi trong nước mở.
Schilbeidae thường có vây lưng với một gốc vây ngắn, nhưng Ailia và Parailia thiếu vây lưng hoàn toàn. Hầu hết các loài cũng có một vây mỡ. Gốc vây hậu môn rất dài. Thường có bốn cặp râu. Một số loài thiếu vây hậu môn.
Tên họ này đôi khi được đánh vần như Schilbidae trong tài liệu khoa học.